# Nunatak Saljut-6
Nunatak Saljut-6 är en nunatak i Antarktis. Den ligger i Östantarktis. Nya Zeeland gör anspråk på området. Toppen på Nunatak Saljut-6 är 199 meter över havet.
Terrängen runt Nunatak Saljut-6 är kuperad västerut, men österut är den platt. Terrängen runt Nunatak Saljut-6 sluttar österut. Trakten är obefolkad. Det finns inga samhällen i närheten.